# Pterodroma externa
A Grazina das João Fernandes (Pterodroma externa) é uma espécie de ave marinha da família Procellariidae.
Pode ser encontrada nos seguintes países: Austrália, Chile, Polinésia Francesa, Japão, México, Nova Zelândia e Estados Unidos da América.
Os seus habitats naturais são: florestas temperadas, campos de gramíneas subtropicais ou tropicais secos de baixa altitude e mar aberto.
Está ameaçada por perda de habitat.